# Črnomerec
Črnomerec (kroatiskt uttal: [t͡ʃr̩noˈmeret͡s]) är en stadsdel i Zagreb i Kroatien. Stadsdelen har 39 040 invånare (2011) och med en yta på 24,33 km2 hör den till en av Zagrebs mellanstora stadsdelar.  

## Geografi
Črnomerec ligger i den nordvästra delen av Zagreb och gränsar i väster till Podsused-Vrapče, i söder och sydväst Trešnjevka-sjever och Stenjevec, i sydöst och öster Donji grad, Gornji grad-Medveščak och Podsljeme. I norr tar Medvednicas sluttningar vid. Terrängen i stadsdelen är varierad och kuperad med skogar och vattendrag. Den södra delen av Črnomerec hör till Zagrebs centrala och urbana område medan landsbygden tar vid i den norra delen.

## Historia
Arkeologiska fyndigheter i Donja Kuštosija (Nedre Kuštosija) tyder på att området som idag utgör stadsdelen Črnomerec var bebott redan för 35 000 år sedan. Flertalet föremål från romartiden har påträffats. Den romerska vägen som förband Medvednica och Sava sträckte sig från Ilica till berget och gick genom området som idag utgör stadsdelen.

## Lista över lokalnämnder
I Črnomerec finns 8 lokalnämnder (mjesni odbori) som var och en styr över ett mindre område:
- Ban Keglević
- Bartol Kašić
- Gornja Kuštosija
- Jelenovac
- Kuštosija-centar
- Medvedgrad
- Sveti Duh
- Šestinski dol-Vrhovec

## Arkitektur och stadsbild
- På Medvednicas sluttningar, vid gränsen mellan stadsdelarna Črnomerec och Podsljeme, finns befästningen Medvedgrad som uppfördes åren 1248–1252.[3]
- I stadsdelen ligger Rudolfs kasern, en tidigare österrikisk-ungersk kasern uppförd åren 1887–1889.

## Transport och kommunikationer
I Črnomerec finns Zagrebs näst största järnvägsstation, Zagreb västra station. 

### Fotnoter
1. ↑  ”Census of Population, Households and Dwellings 2011, First Results by Settlements” (på engelska och kroatiska) ( PDF). Kroatiska statistiska centralbyrån. Arkiverad från originalet den 19 augusti 2014. https://web.archive.org/web/20140819030849/http://www.dzs.hr/Hrv_Eng/publication/2011/SI-1441.pdf. Läst 27 mars 2013.
2. ↑  Zagreb.hr – Zagrebs officiella webbplats (kroatiska)
3. 1 2  Zagreb.hr - Zagrebs officiella webbplats (kroatiska)